# Hordain
Hordain és un municipi francès, situat a la regió dels Alts de França, al departament del Nord. L'any 2006 tenia 1.315 habitants. Limita al nord-est amb Lieu-Saint-Amand, a l'est amb Avesnes-le-Sec, al sud amb Iwuy, al sud-oest amb Estrun i al nord-oest amb Bouchain.

## Demografia
| 1962                                       | 1968  | 1975  | 1982  | 1990  | 1999  | 2006  |
| ------------------------------------------ | ----- | ----- | ----- | ----- | ----- | ----- |
| 1.206                                      | 1.208 | 1.349 | 1.336 | 1.292 | 1.190 | 1.315 |
| Des de 1962: població sense dobles comptes |       |       |       |       |       |       |

## Administració
| Període | Identitat       | Partit |
| ------- | --------------- | ------ |
| 2001-   | Jacques Louvion |        |